# クサイチゴ
クサイチゴ（草苺、学名: Rubus hirsutus）は、バラ科キイチゴ属の落葉小低木である。別名、ワセイチゴ（早稲苺）、ナベイチゴ（鍋苺）。

## 分布と生育環境
中国、朝鮮半島、日本に分布する。日本では、本州（岩手県宮古市以南）、四国、九州と広く分布し、山野に普通に目にすることができる。

## 形態・生態
落葉広葉樹の低木で、高さが20 - 60センチメートル (cm) 。樹高が低く草本のように見えるため「草」と名がつくが、実際は木本である。地下茎が長く横に這い、新苗を出して繁殖する。生命力は強く、刈っても、根から生えてくる。
枝や葉の全体に短い軟毛が密生し、まばらに腺毛やトゲがある。葉は奇数羽状複葉で、花枝には3小葉、徒長枝には5小葉がつく。頂小葉は卵形または長楕円状卵形、側小葉は卵形で先はとがり、長さは3 - 7 cm。葉縁には細かい重鋸歯がある。
花期は4 - 5月。花は白色で、直径40ミリメートル (mm) ほどの5弁花をつける。花弁は卵円形で、長さは15 - 20 mm。花の中央に雌蕊が多数あり、その周囲にやはり多数の雄蘂を持つ。
果期は5月。果実は集合果で大型で赤熟し、食用となり、酸味は少なく甘い味がする。

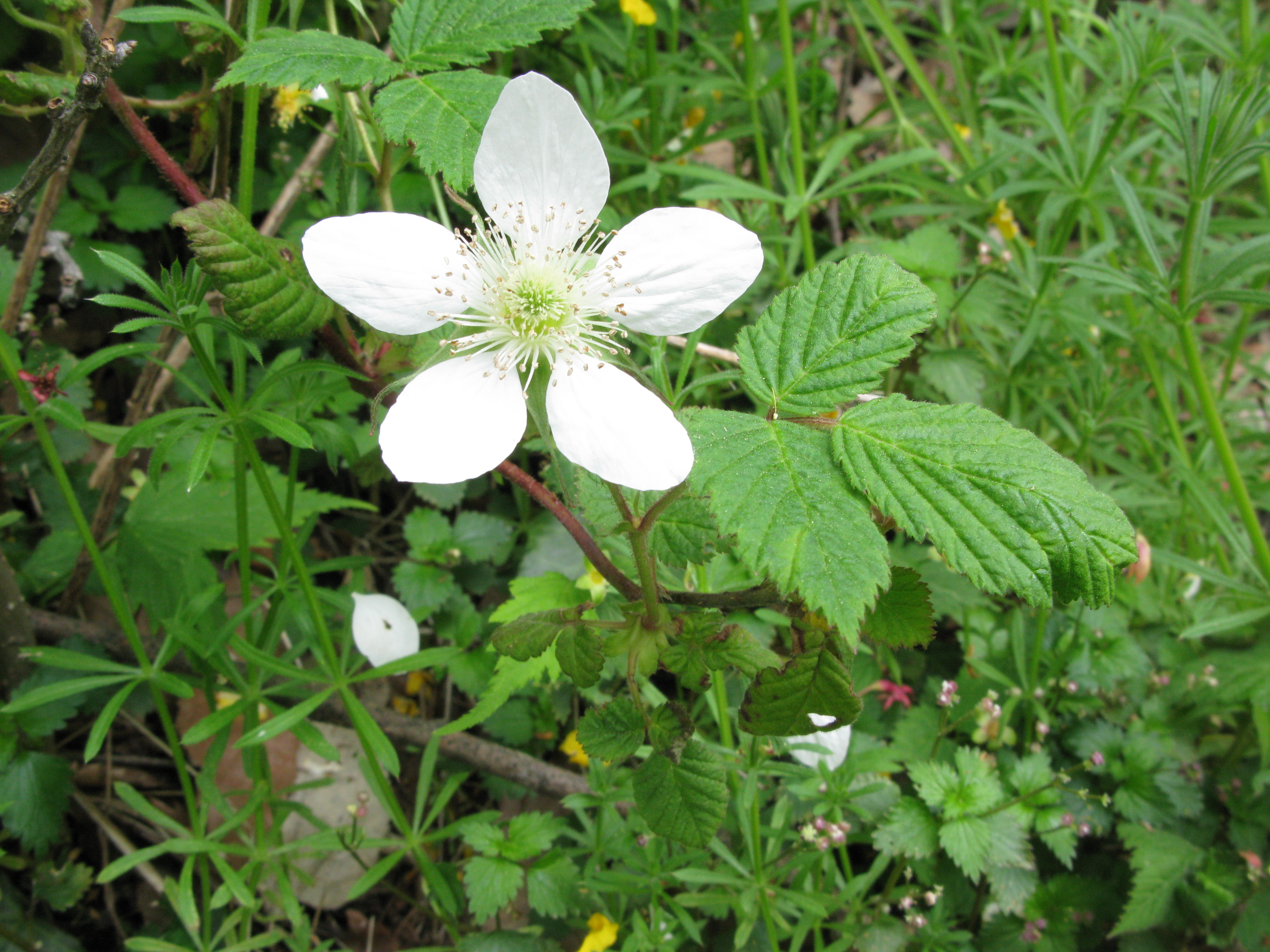
花枝につく3小葉
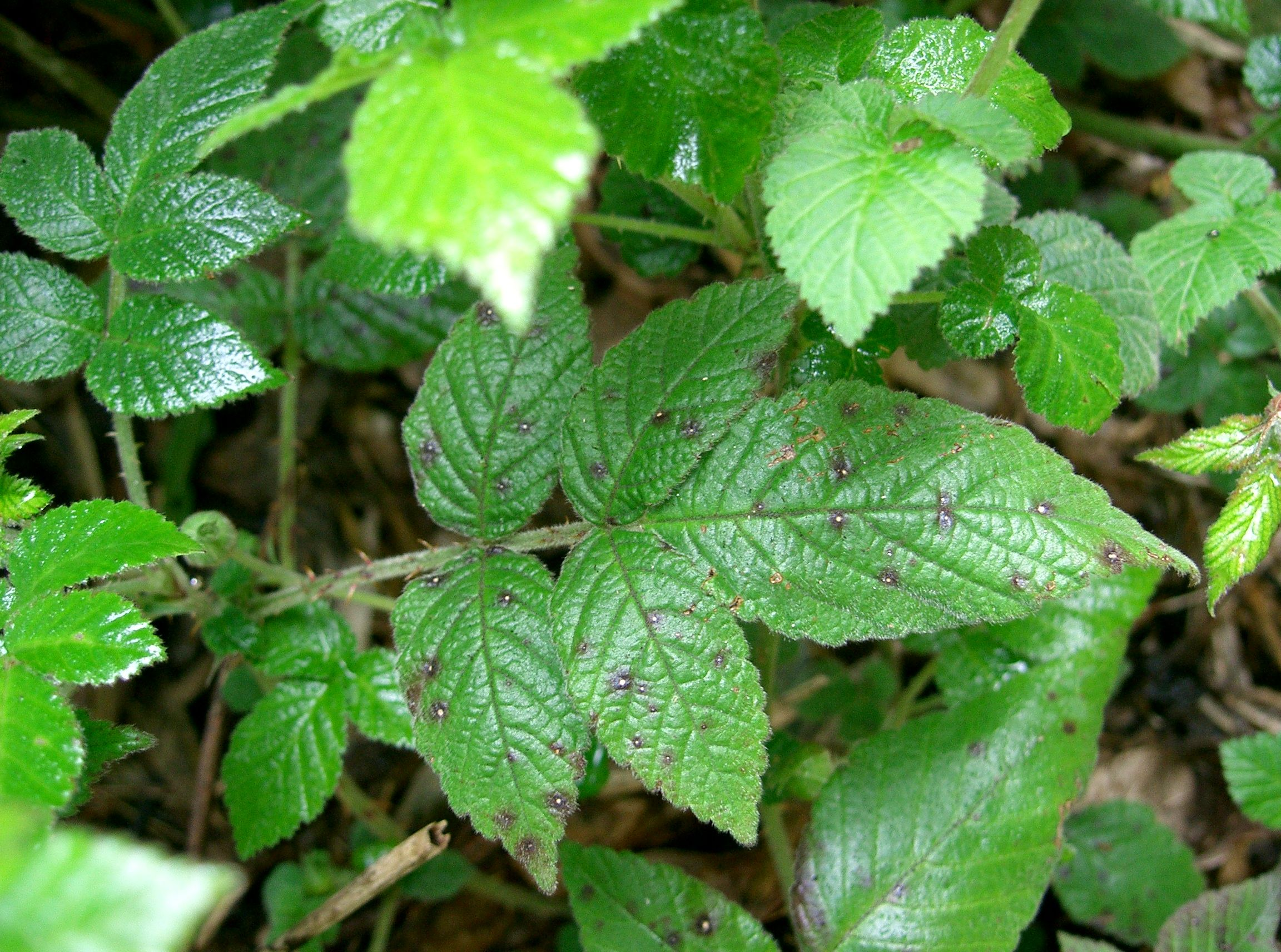
徒長枝につく5小葉
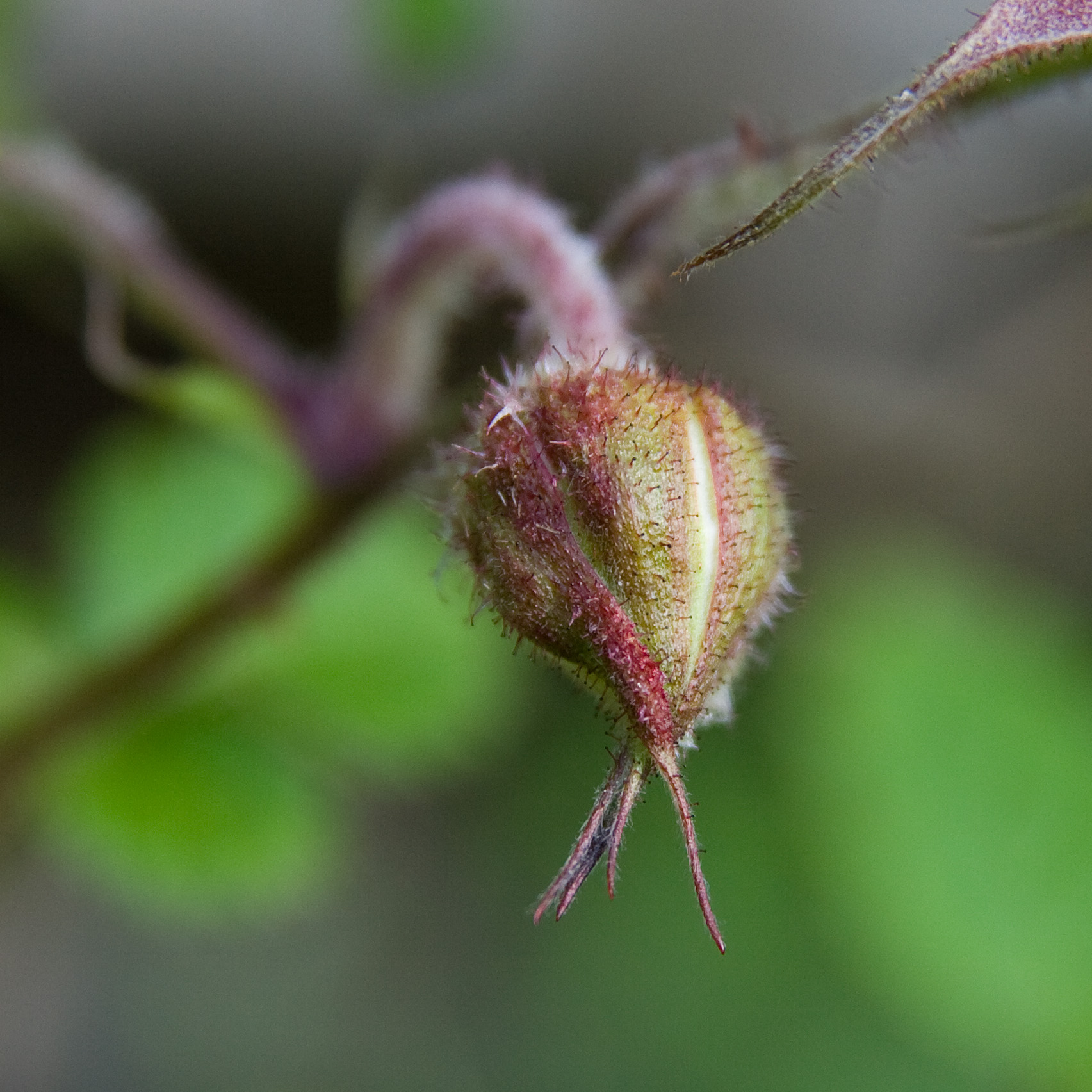
蕾
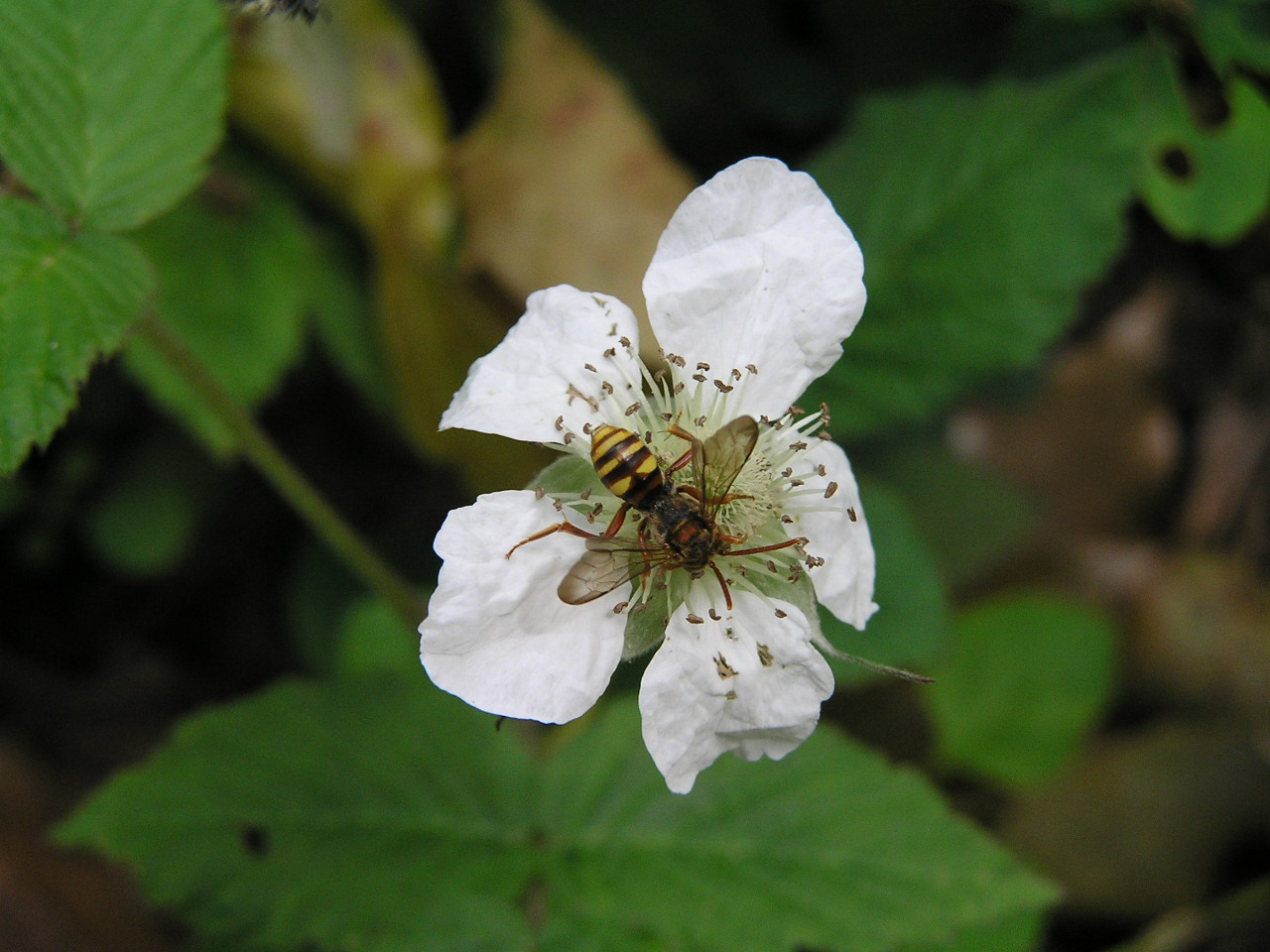
花とダイミョウキマダラハナバチ
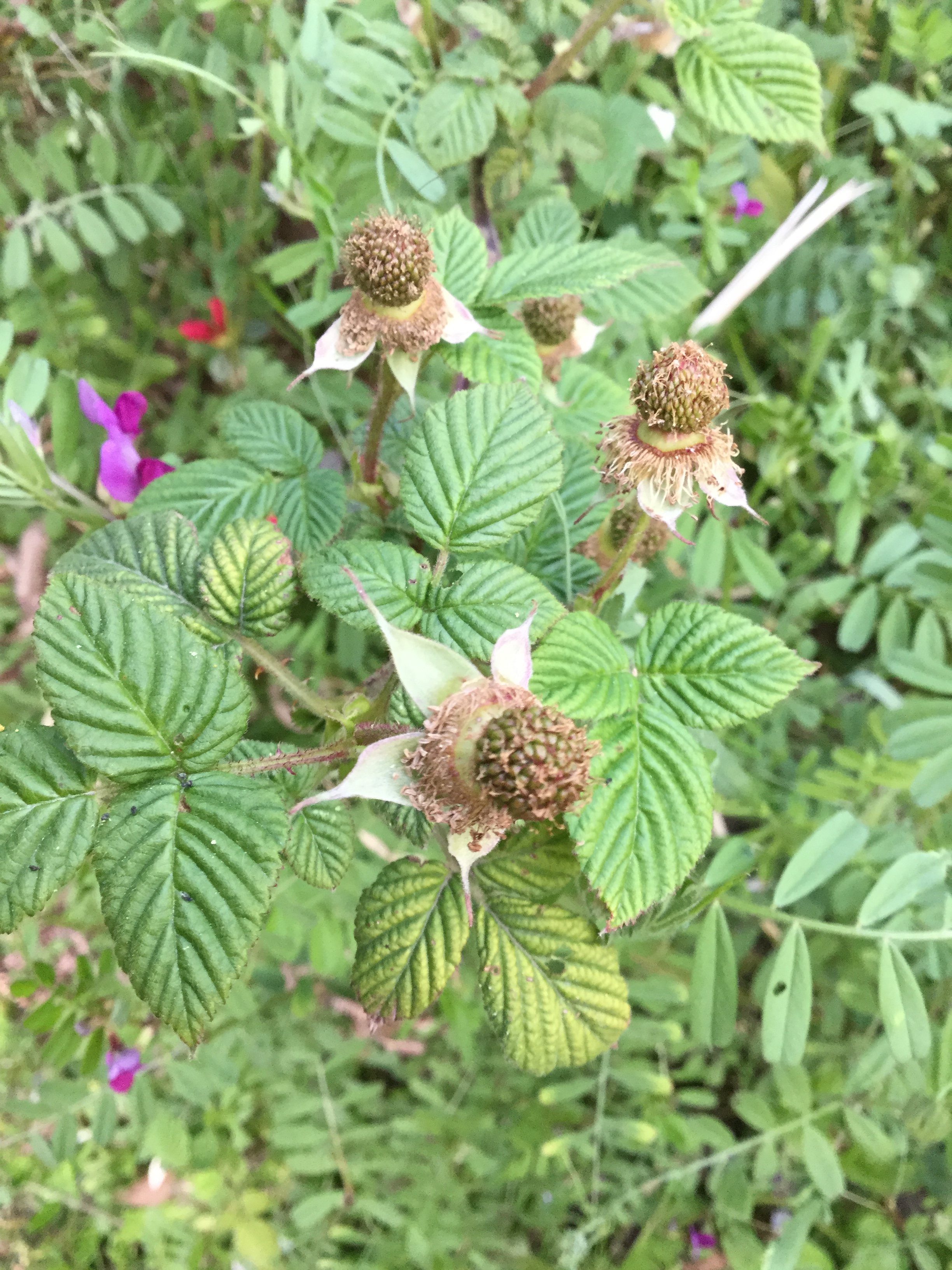
受粉して数日のクサイチゴの未熟な果実。
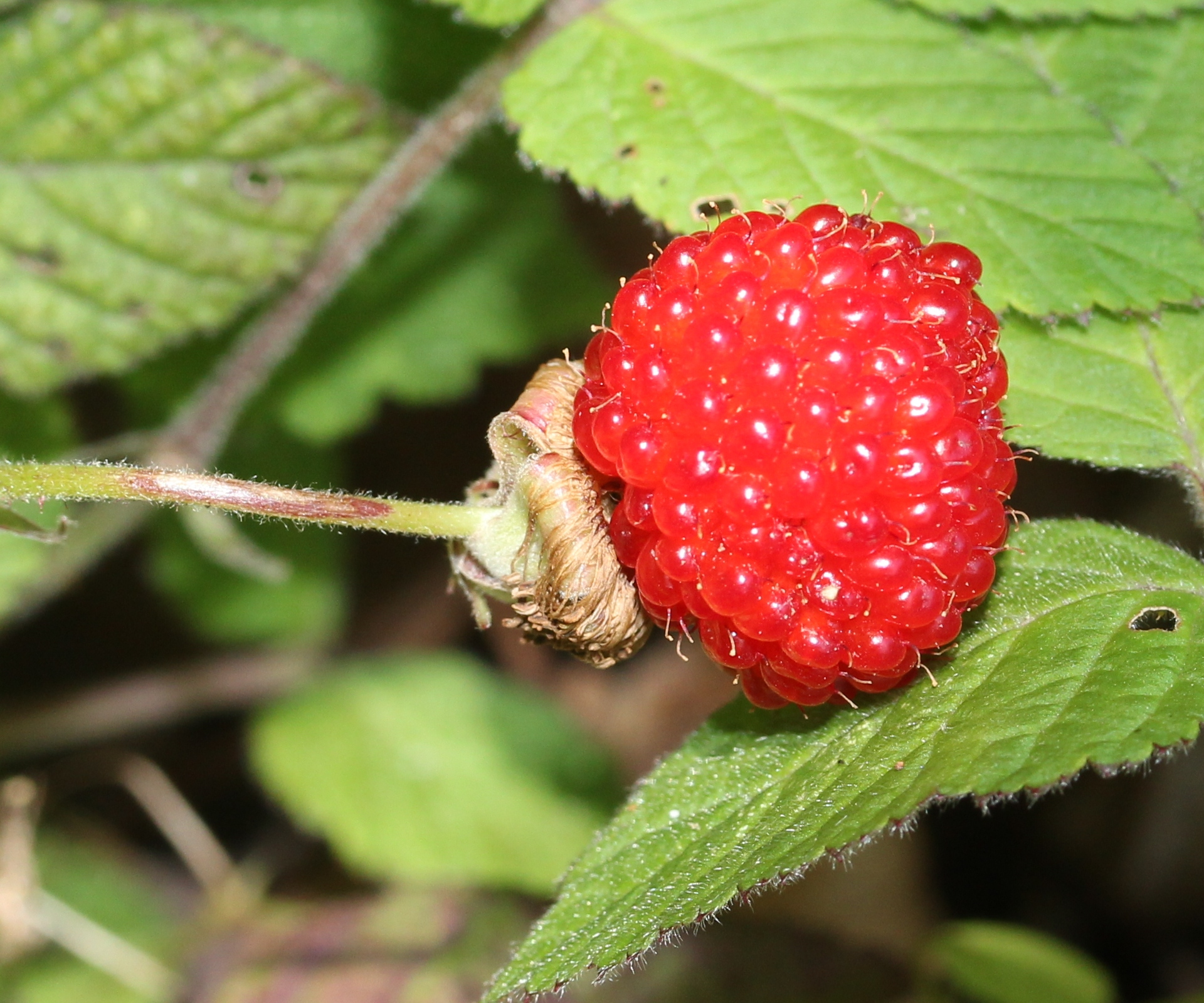
果実